# Sydasiatiska mästerskapet i fotboll 2003
Sydasiatiska mästerskapet i fotboll 2003 var det 5:e Sydasiatiska mästerskapet och spelades i Bangladesh. Mästerskapet vanns av Bangladesh som tog sin första mästerskapstitel då man i finalen besegrade Maldiverna efter straffsparksläggning.

## Gruppspel

### Grupp A
| Nr | Lag         | S | V | O | F | GM | IM | MS | P |
| -- | ----------- | - | - | - | - | -- | -- | -- | - |
| 1  | Pakistan    | 3 | 3 | 0 | 0 | 4  | 1  | +3 | 9 |
| 2  | Indien      | 3 | 1 | 1 | 1 | 5  | 2  | +3 | 4 |
| 3  | Sri Lanka   | 3 | 1 | 1 | 1 | 3  | 3  | 0  | 4 |
| 4  | Afghanistan | 3 | 0 | 0 | 3 | 0  | 6  | −6 | 0 |

|       | 10 januari 2003 | Indien | 0 – 1   | Pakistan           | Bangabandhu Stadium                      |                                          |
| UTC+6 | UTC+6           |        | (0 – 0) | 50′ Sarfraz Rasool | Dhaka Domare: Tayeb Hossain (Bangladesh) | Dhaka Domare: Tayeb Hossain (Bangladesh) |
| UTC+6 | UTC+6           |        |         |                    | Dhaka Domare: Tayeb Hossain (Bangladesh) | Dhaka Domare: Tayeb Hossain (Bangladesh) |
| UTC+6 | UTC+6           |        |         |                    | Dhaka Domare: Tayeb Hossain (Bangladesh) | Dhaka Domare: Tayeb Hossain (Bangladesh) |

|       | 10 januari 2003 | Sri Lanka                    | 1 – 0   | Afghanistan | Bangabandhu Stadium                        |                                            |
| UTC+6 | UTC+6           | Dudley Lincoln Steinwall 41′ | (1 – 0) |             | Dhaka Domare: Budhi Bahadur Gurung (Nepal) | Dhaka Domare: Budhi Bahadur Gurung (Nepal) |
| UTC+6 | UTC+6           |                              |         |             | Dhaka Domare: Budhi Bahadur Gurung (Nepal) | Dhaka Domare: Budhi Bahadur Gurung (Nepal) |
| UTC+6 | UTC+6           |                              |         |             | Dhaka Domare: Budhi Bahadur Gurung (Nepal) | Dhaka Domare: Budhi Bahadur Gurung (Nepal) |

|       | 12 januari 2003 | Pakistan                          | 2 – 1   | Sri Lanka               | Bangabandhu Stadium                          |                                              |
| UTC+6 | UTC+6           | Zahid Niaz 50′ Sarfraz Rasool 86′ | (0 – 0) | 89′ Chathura Weersinghe | Dhaka Domare: Ram Krishna Ghosh (Bangladesh) | Dhaka Domare: Ram Krishna Ghosh (Bangladesh) |
| UTC+6 | UTC+6           |                                   |         |                         | Dhaka Domare: Ram Krishna Ghosh (Bangladesh) | Dhaka Domare: Ram Krishna Ghosh (Bangladesh) |
| UTC+6 | UTC+6           |                                   |         |                         | Dhaka Domare: Ram Krishna Ghosh (Bangladesh) | Dhaka Domare: Ram Krishna Ghosh (Bangladesh) |

|       | 12 januari 2003 | Indien                                        | 4 – 0   | Afghanistan | Bangabandhu Stadium                        |                                            |
| UTC+6 | UTC+6           | Ashim Biswas 30′, 63′ Alvito D'Cunha 77′, 86′ | (1 – 0) |             | Dhaka Domare: Budhi Bahadur Gurung (Nepal) | Dhaka Domare: Budhi Bahadur Gurung (Nepal) |
| UTC+6 | UTC+6           |                                               |         |             | Dhaka Domare: Budhi Bahadur Gurung (Nepal) | Dhaka Domare: Budhi Bahadur Gurung (Nepal) |
| UTC+6 | UTC+6           |                                               |         |             | Dhaka Domare: Budhi Bahadur Gurung (Nepal) | Dhaka Domare: Budhi Bahadur Gurung (Nepal) |

|       | 14 januari 2003 | Pakistan          | 1 – 0   | Afghanistan | Bangabandhu Stadium                          |                                              |
| UTC+6 | UTC+6           | Sarfraz Rasool 9′ | (1 – 0) |             | Dhaka Domare: Ram Krishna Ghosh (Bangladesh) | Dhaka Domare: Ram Krishna Ghosh (Bangladesh) |
| UTC+6 | UTC+6           |                   |         |             | Dhaka Domare: Ram Krishna Ghosh (Bangladesh) | Dhaka Domare: Ram Krishna Ghosh (Bangladesh) |
| UTC+6 | UTC+6           |                   |         |             | Dhaka Domare: Ram Krishna Ghosh (Bangladesh) | Dhaka Domare: Ram Krishna Ghosh (Bangladesh) |

|       | 14 januari 2003 | Indien           | 1 – 1   | Sri Lanka                  | Bangabandhu Stadium              |                                  |
| UTC+6 | UTC+6           | Ashim Biswas 88′ | (0 – 0) | 90′ Chryshantha Abeysekera | Dhaka Domare: Hasan (Bangladesh) | Dhaka Domare: Hasan (Bangladesh) |
| UTC+6 | UTC+6           |                  |         |                            | Dhaka Domare: Hasan (Bangladesh) | Dhaka Domare: Hasan (Bangladesh) |
| UTC+6 | UTC+6           |                  |         |                            | Dhaka Domare: Hasan (Bangladesh) | Dhaka Domare: Hasan (Bangladesh) |

### Grupp B
| Nr | Lag        | S | V | O | F | GM | IM | MS  | P |
| -- | ---------- | - | - | - | - | -- | -- | --- | - |
| 1  | Bangladesh | 3 | 3 | 0 | 0 | 5  | 0  | +5  | 9 |
| 2  | Maldiverna | 3 | 2 | 0 | 1 | 9  | 3  | +6  | 6 |
| 3  | Nepal      | 3 | 1 | 0 | 2 | 4  | 4  | 0   | 3 |
| 4  | Bhutan     | 3 | 0 | 0 | 3 | 0  | 11 | −11 | 0 |

|       | 11 januari 2003 | Maldiverna                                                                | 6 – 0   | Bhutan | Bangabandhu Stadium                |                                    |
| UTC+6 | UTC+6           | Mohamed Nizam 2′ Ashraful Luffy 11′ Ali Shiham 24′, 25′, 67′ Ali Umar 77′ | (4 – 0) |        | Dhaka Domare: AD Silva (Sri Lanka) | Dhaka Domare: AD Silva (Sri Lanka) |
| UTC+6 | UTC+6           |                                                                           |         |        | Dhaka Domare: AD Silva (Sri Lanka) | Dhaka Domare: AD Silva (Sri Lanka) |
| UTC+6 | UTC+6           |                                                                           |         |        | Dhaka Domare: AD Silva (Sri Lanka) | Dhaka Domare: AD Silva (Sri Lanka) |

|       | 11 januari 2003 | Bangladesh      | 1 – 0   | Nepal | Bangabandhu Stadium                      |                                          |
| UTC+6 | UTC+6           | Alfaz Ahmed 30′ | (1 – 0) |       | Dhaka Domare: Kunsuta Chaiwat (Thailand) | Dhaka Domare: Kunsuta Chaiwat (Thailand) |
| UTC+6 | UTC+6           |                 |         |       | Dhaka Domare: Kunsuta Chaiwat (Thailand) | Dhaka Domare: Kunsuta Chaiwat (Thailand) |
| UTC+6 | UTC+6           |                 |         |       | Dhaka Domare: Kunsuta Chaiwat (Thailand) | Dhaka Domare: Kunsuta Chaiwat (Thailand) |

|       | 13 januari 2003 | Nepal                                  | 2 – 0   | Bhutan | Bangabandhu Stadium                    |                                        |
| UTC+6 | UTC+6           | Niranjan Rayamajhi 14′ Kumar Thapa 87′ | (1 – 0) |        | Dhaka Domare: Balu Sundar Raj (Indien) | Dhaka Domare: Balu Sundar Raj (Indien) |
| UTC+6 | UTC+6           |                                        |         |        | Dhaka Domare: Balu Sundar Raj (Indien) | Dhaka Domare: Balu Sundar Raj (Indien) |
| UTC+6 | UTC+6           |                                        |         |        | Dhaka Domare: Balu Sundar Raj (Indien) | Dhaka Domare: Balu Sundar Raj (Indien) |

|       | 13 januari 2003 | Bangladesh        | 1 – 0   | Maldiverna | Bangabandhu Stadium                |                                    |
| UTC+6 | UTC+6           | Arif Khan Joy 90′ | (0 – 0) |            | Dhaka Domare: AD Silva (Sri Lanka) | Dhaka Domare: AD Silva (Sri Lanka) |
| UTC+6 | UTC+6           |                   |         |            | Dhaka Domare: AD Silva (Sri Lanka) | Dhaka Domare: AD Silva (Sri Lanka) |
| UTC+6 | UTC+6           |                   |         |            | Dhaka Domare: AD Silva (Sri Lanka) | Dhaka Domare: AD Silva (Sri Lanka) |

|       | 15 januari 2003 | Nepal                                                   | 2 – 3   | Maldiverna                                      | Bangabandhu Stadium |       |
| UTC+6 | UTC+6           | Niranjan Rayamajhi 56′ Dev Narayan Chaudhary 90′ (str.) | (0 – 0) | 63′ Mohamed Nizam 75′ Ashraf Lutfy 85′ Ali Umar | Dhaka               | Dhaka |
| UTC+6 | UTC+6           |                                                         |         |                                                 | Dhaka               | Dhaka |
| UTC+6 | UTC+6           |                                                         |         |                                                 | Dhaka               | Dhaka |

|       | 15 januari 2003 | Bangladesh                                           | 3 – 0 | Bhutan | Bangabandhu Stadium                    |                                        |
| UTC+6 | UTC+6           | Ariful Kabir Farhad 3′, 54′ Rokonuzzaman Kanchan 78′ |       |        | Dhaka Domare: Balu Sundar Raj (Indien) | Dhaka Domare: Balu Sundar Raj (Indien) |
| UTC+6 | UTC+6           |                                                      |       |        | Dhaka Domare: Balu Sundar Raj (Indien) | Dhaka Domare: Balu Sundar Raj (Indien) |
| UTC+6 | UTC+6           |                                                      |       |        | Dhaka Domare: Balu Sundar Raj (Indien) | Dhaka Domare: Balu Sundar Raj (Indien) |

## Slutspel

### Slutspelsträd
|  | Semifinaler       | Semifinaler |       |               | Final             | Final |  |
|  |                   |             |       |               |                   |       |  |
|  |                   |             |       |               |                   |       |  |
|  | Bangladesh (e.f.) | 2           |       |               |                   |       |  |
|  | Indien            | 1           |       |               |                   |       |  |
|  |                   |             |       |               |                   |       |  |
|  |                   |             |       |               |                   |       |  |
|  |                   |             |       |               | Bangladesh (str.) | 1 (5) |  |
|  |                   | Maldiverna  | 1 (3) |               |                   |       |  |
|  |                   |             |       |               |                   |       |  |
|  |                   |             |       |               |                   |       |  |
|  |                   |             |       |               | Bronsmatch        |       |  |
|  |                   |             |       |               |                   |       |  |
|  | Maldiverna        | 1           |       | Indien (e.f.) | 2                 |       |  |
|  | Pakistan          | 0           |       |               | Pakistan          | 1     |  |

### Semifinaler
|       | 18 januari 2003 | Bangladesh                                       | 0000 2 – 1 (e.fl.) | Indien             | Bangabandhu Stadium                      |                                          |
| UTC+6 | UTC+6           | Rokonuzzaman Kanchan 77′ Motiur Rahman Munna 98′ | (0 – 0)            | 81′ Alvito D'Cunha | Dhaka Domare: Kunsuta Chaiwat (Thailand) | Dhaka Domare: Kunsuta Chaiwat (Thailand) |
| UTC+6 | UTC+6           |                                                  |                    |                    | Dhaka Domare: Kunsuta Chaiwat (Thailand) | Dhaka Domare: Kunsuta Chaiwat (Thailand) |
| UTC+6 | UTC+6           |                                                  |                    |                    | Dhaka Domare: Kunsuta Chaiwat (Thailand) | Dhaka Domare: Kunsuta Chaiwat (Thailand) |

|       | 18 januari 2003 | Maldiverna         | 1 – 0   | Pakistan | Bangabandhu Stadium                        |                                            |
| UTC+6 | UTC+6           | Ibrahim Fazeel 12′ | (1 – 0) |          | Dhaka Domare: Budhi Bahadur Gurung (Nepal) | Dhaka Domare: Budhi Bahadur Gurung (Nepal) |
| UTC+6 | UTC+6           |                    |         |          | Dhaka Domare: Budhi Bahadur Gurung (Nepal) | Dhaka Domare: Budhi Bahadur Gurung (Nepal) |
| UTC+6 | UTC+6           |                    |         |          | Dhaka Domare: Budhi Bahadur Gurung (Nepal) | Dhaka Domare: Budhi Bahadur Gurung (Nepal) |

### Bronsmatch
|       | 20 januari 2003 | Indien                                          | 0000 2 – 1 (e.fl.) | Pakistan           | Bangabandhu Stadium                    |                                        |
| UTC+6 | UTC+6           | Inivalappil Mani Vijayan 56′ Abhishek Yadav 99′ | (0 – 0)            | 66′ Sarfraz Rasool | Dhaka Domare: Tayeb Hasan (Bangladesh) | Dhaka Domare: Tayeb Hasan (Bangladesh) |
| UTC+6 | UTC+6           |                                                 |                    |                    | Dhaka Domare: Tayeb Hasan (Bangladesh) | Dhaka Domare: Tayeb Hasan (Bangladesh) |
| UTC+6 | UTC+6           |                                                 |                    |                    | Dhaka Domare: Tayeb Hasan (Bangladesh) | Dhaka Domare: Tayeb Hasan (Bangladesh) |

### Final
|       | 20 januari 2003 | Bangladesh                                                                          | 0000 1 – 1 (e.fl.)         | Maldiverna                                           | Bangabandhu Stadium                               |                                                   |
| UTC+6 | UTC+6           | Rokonuzzaman Kanchan 13′                                                            | (1 – 0)                    | 57′ Ali Umar                                         | Dhaka Publik: 46 000 Domare: AD Silva (Sri Lanka) | Dhaka Publik: 46 000 Domare: AD Silva (Sri Lanka) |
| UTC+6 | UTC+6           |                                                                                     |                            |                                                      | Dhaka Publik: 46 000 Domare: AD Silva (Sri Lanka) | Dhaka Publik: 46 000 Domare: AD Silva (Sri Lanka) |
| UTC+6 | UTC+6           | Kazi Nazrul Islam Ariful Kabir Farhad Hassan Al-Mamun Mahmudul Hasan Mohammed Sujan | Straffsparksläggning 5 – 3 | Ahmed Naaz Ashraf Lutfy Ismail Naseem Ibrahim Fazeel | Dhaka Publik: 46 000 Domare: AD Silva (Sri Lanka) | Dhaka Publik: 46 000 Domare: AD Silva (Sri Lanka) |